# Годвин, Фрэнсис
Фрэнсис Годвин (англ. Francis Godwin, 1562—1633) — английский священник и писатель.

## Биография
Фрэнсис Годвин родился в Ханнигтоне, графство Нортгемптоншир, его отцом был Томас Годвин, епископ Бата и Уэлса. С 1578 года Фрэнсис учился в колледже Крайст-Чёрч в Оксфорде, получил степень бакалавра в 1580 году и магистра в 1583 году. В колледже Фрэнсис слушал лекции Джордано Бруно и стал сторонником коперниканской теории.
В 1587 году Годвин был назначен заместителем декана Эксетера. В 1590 году сопровождал известного историка и антиквара Уильяма Кемдена в его поездке по Уэльсу. Ф. Годвин в 1593 году получил степень бакалавра богословия, а в 1595 году — доктора богословия.
В 1601 году опубликовал «Каталог епископов Англии с начала распространения христианской религии на острове» (англ. Catalogue of the Bishops of England since the first planting of the Christian Religion in this Island), благодаря чему в том же году стал епископом Лландаффа. Второе издание этой книги вышло в 1615 году, а в 1616 году Годвин опубликовал перевод своего труда на латинский язык с посвящением королю Якову I, который в следующем году назначил его епископом Херефорда. Этот труд Годвина был переиздан с дополнением Уильяма Ричардсона в 1743 году.
Фрэнсис Годвин скончался в апреле 1633 года в Уитбёрне, графство Херефордшир.

## Сочинения
Годвину принадлежит фантастическое произведение о путешествии на Луну — «Человек на Луне» (написано, по-видимому, в 1620-х, издано посмертно в 1638 году). В этом сочинении Годвин не только заявляет о себе как стороннике системы Коперника, но и в известной степени предвосхищает принципы закона всемирного тяготения и впервые вводит понятие невесомости. Это сочинение, написанное в весёлом и остроумном стиле, способствовало Джону Уилкинсу в написании собственной книги о путешествии на Луну — «Открытие мира на Луне» (англ. The Discovery of a World in the Moone, 1638). Сочинения Годвина и Уилкинса были переведены на французский и, в свою очередь, оказали влияние на Сирано де Бержерака, написавшего в 1650 году своё сочинение «Иной свет, или государства и империи Луны»: главный герой Годвина, Доминик Гонсалес, вновь появляется на страницах произведения Сирано.
В 1616 году Фрэнсис Годвин опубликовал свой труд лат. Rerum Anglicarum, Henrico VIII., Edwardo VI. et Maria regnantibus, Annales, который впоследствии был переведен и издан его сыном Морганом под названием «Анналы Англии» (англ. Annales of England, 1630). В 1616 году Годвин опубликовал также трактат De praesulibus Angliae.
Годвину принадлежит также сочинение по криптографии «Nuncius inanimatus, издано в Утопии», первое издание вышло в 1629 году, переиздано в 1657 году; по некоторым оценкам, эта работа легла в основу сочинения Д. Уилкинса Mercury, or the Secret and Swift Messenger, изданного в 1641 году.